# Cây cà ri
Cây cà ri có thể là tên gọi để chỉ một trong những loại cây sau đây:
- Loài cây bụi hay thân gỗ nhỏ thuộc họ Điều nhuộm (Bixaceae), có nguồn gốc từ khu vực nhiệt đới của châu Mỹ. Cây hay được biết đến dưới tên gọi điều nhuộm, điều màu, cà ri. chầm phù[1] (danh pháp hai phần: Bixa orellana). Cây cho trái kết chùm hình tim và có gai mềm tua tủa xung quanh, bên trong trái là những hạt màu đỏ. Hạt thường được sử dụng làm chất tạo màu, phụ gia, gia vị thực phẩm. Xem thêm Điều nhuộm (Bisa orellana).
- Loài cây thân gỗ nhỏ có nguồn gốc Ấn Độ và Sri Lanka (Kaloupilé, Curry tree, danh pháp hai phần Murraya koenigii (L.) Sprengel), thuộc họ Cửu lý hương (Rutaceae). Cây mang các tên như chùm hôi trắng, cà ri, xan tróc[2], nguyệt quế Koenig, cà ri Ấn Độ. Cây có thân mảnh khảnh hơi sẫm, lá mọc đối xứng từ 17-21 đôi, hình giống như trái xoan nhưng không đều. Hoa chùm trắng. Quả kết chùm đỏ đậm, khi chín mọng có màu tím đen. Lá, quả, vỏ và rễ đều được sử dụng làm gia vị, thực phẩm và làm thuốc. Đặc biệt là lá với hàm lượng dinh dưỡng và dược tính cao, được sử dụng như một trong những thành phần chính tạo nên bột cà ri Ấn Độ. Xem thêm Murraya koenigii.
- Loài cây thuộc họ Đậu (Fabaceae) có nguồn gốc Trung Cận Đông, thường được biết đến dưới tên gọi cỏ ca ri, hồ lô ba, khổ đậu, cỏ Hy Lạp, cây/hạt Methi (danh pháp hai phần: Trigonella foenum-graecum). Cây được sử dụng như cây thuốc (phần lá) và gia vị (phần hạt). Xem thêm Cỏ ca ri.